# فلیچه لاتوادا
فلیچه لاتوادا (ایتالیایی: Felice Lattuada؛ ‏ ۵ فوریهٔ ۱۸۸۲ – ۲ نوامبر ۱۹۶۲) آهنگساز و رهبر ارکستر اهل ایتالیا بود.
از فیلم‌ها یا مجموعه‌های تلویزیونی که وی در آن‌ها نقش داشته‌است، می‌توان به پالیو و بله، مادام اشاره نمود.